# Alactal
Guiate ibne Gaute Ataglibi Alactal (em árabe: غياث بن غوث التغلبي; romaniz.: Giath ibn Gauth al-Taglibi al-Akhtal), vulgarmente conhecido como Alactal (O Loquaz) (em árabe: الأخطل; romaniz.: al-Akhtal) (Hira ou Sergiópolis, c. 640 – 710), foi um dos poetas árabes mais famosos do período omíada. Pertencia à tribo Banu Taglibe e era, assim como seus companheiros de tribo, um cristão.
É apelidado de “maior poeta árabe” por alguns autores, ao lado de Almotanabi e considerado, com Alfarazdaque e Jarir, um dos poetas árabes mais famosos da era omíada. Eles provocaram-se mutuamente e iniciaram uma polêmica em versos, que foi chamada Naqidah.

## Biografia
Seu local de nascimento exato não é conhecido, mas acredita-se que ele tenha nascido em al-Hira, na Baixa Babilônia, ou em Rusafa. Poucos detalhes de sua vida privada são conhecidos, sabe-se que ele perdeu sua mãe na juventude sendo educado por sua madrasta. Sabemos também que foi casado e divorciado. Passou a maioria de sua vida em Damasco e outra parte com sua tribo na Mesopotâmia Superior. Nas guerras dos taglibitas contra os caicitas, participou tanto no campo de batalha, como através de suas sátiras. Permaneceu cristão durante toda a vida, apesar das exigências do califa de que se convertesse ao islamismo. Literalmente, ele é famoso por suas lutas poéticas com os poetas Jarir e Alfarazdaque. Alactal era um seguidor da tradição literária beduína, o cássida, com prólogo erótico-elegíaco. Ele também gostava de sátira, sua primeira sátira foi composta contra sua madrasta. Ele também usou sátira contra alguns pretendentes ao trono.
Alactal foi um dos grandes panegiristas do período omíada. Ficou famoso por suas sátiras e panegíricos em um período em que a poesia era um importante instrumento político. Alactal foi apresentado a Iázide I por Cabe ibne Juail e tornou-se amigo íntimo do herdeiro aparente do califa Moáuia I (governou de 661 a 680). Iázide, quando chegou ao trono, foi generoso com Alactal. Apesar de seu cristianismo, foi favorecido pelos principais califas omíadas. Ao longo de sua vida, Alactal foi um defensor da dinastia omíada no poder. Por exemplo, escreveu seus primeiros poemas satíricos contra os ansar de Medina, rivais da dinastia.
Ele elogiou em seus panegíricos Iázide, Abedal Maleque ibne Maruane e Alualide I e em suas sátiras atacou todos os oponentes dos califas. Alactal tornou-se o poeta oficial da corte de Abedal Maleque, a quem dedicou vários panegíricos. Mas ele caiu em desagrado sob o governo de Ualide I, devido à ascensão ao poder de seu rival, Jarir. A tradição beduína pré-islâmica é sempre aparente nos poemas de Alactal e seus panegíricos mostram a vitalidade contínua dessa tradição. Os panegíricos de Alactal adquiriram uma posição clássica. Sua poesia foi aceita pelos críticos como fonte do árabe puro.
Na contenda literária entre seus contemporâneos Jarir ibne Atiá e Alfarazdaque, foi induzido a apoiar o poeta Alfarazdaque. Alactal, Jarir e Alfarazdaque formaram um trio celebrado entre os árabes, cuja superioridade entre eles ainda é disputa. No período abássida, não há dúvida de que o cristianismo de Alactal contou contra ele, mas Abu Ubaidá coloca-o como sendo o mais importante dos três, pelo fato que, entre seus poemas havia dez impecáveis cássidas (uma forma de poesia lírica que se originou na Arábia pré-islâmica), e mais dez poemas que se aproximam a estes, e que isso não poderia ser dito dos outros dois.
Um dia, o califa Abedal Maleque ibne Maruane o convidou ao seu palácio para ouvir um de seus poemas, após pedir ao califa quatro taças de vinho, ele começou a recitar seu poema,
Ele é o califa de Deus. Dele esperamos chuva...

Os descendentes omíadas são os defensores da justiça, amigos da honra, magnânimos; quando o perigo os ameaça, eles esperam firmemente por ele.

Sua grande fortuna não os infla: outros teriam tirado vantagem disso.

Terríveis em sua cólera, enquanto forem resistidos, eles são os mais misericordiosos dos homens após a vitória (...) mais rápidos que os ventos para auxiliar os infelizes que os imploram.
Sobre Alactal, o fundador da dinastia abássida, Almançor, disse: “Que poeta poderia, ao me elogiar, igualar os versos do filho da mulher cristã elogiando os omíadas.”
Somente cerca de 2 mil versos permanecem das obras de Alactal.

## Publicações
“A poesia de Alactal” foi publicada na editora jesuíta em Beirute, 1891. Um relato completo do poeta e de seus tempos é apresentado em H. Lammens “Le chantre des Omiades” (Paris, 1895) (uma reimpressão do Journal Asiatique de 1894).